# Very Large Crude Carrier

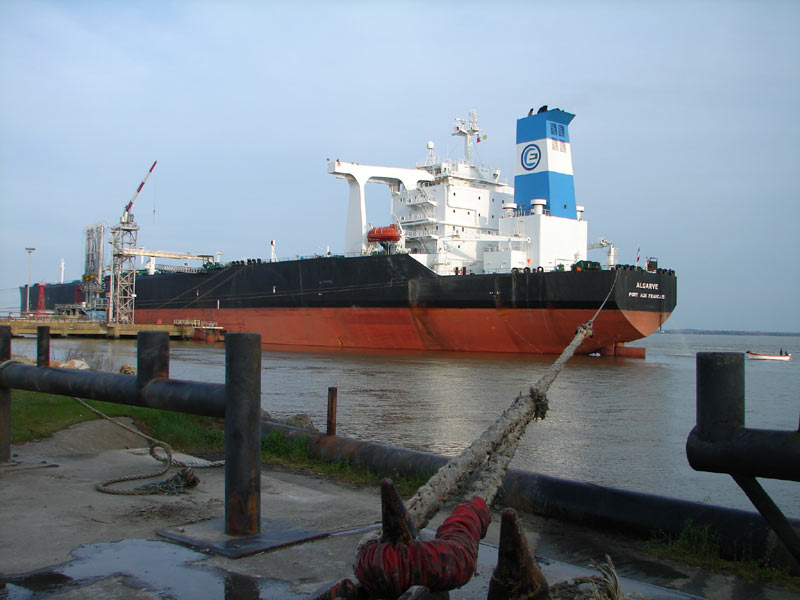
Алгарве, танкер VLCC у Сен-Назері.

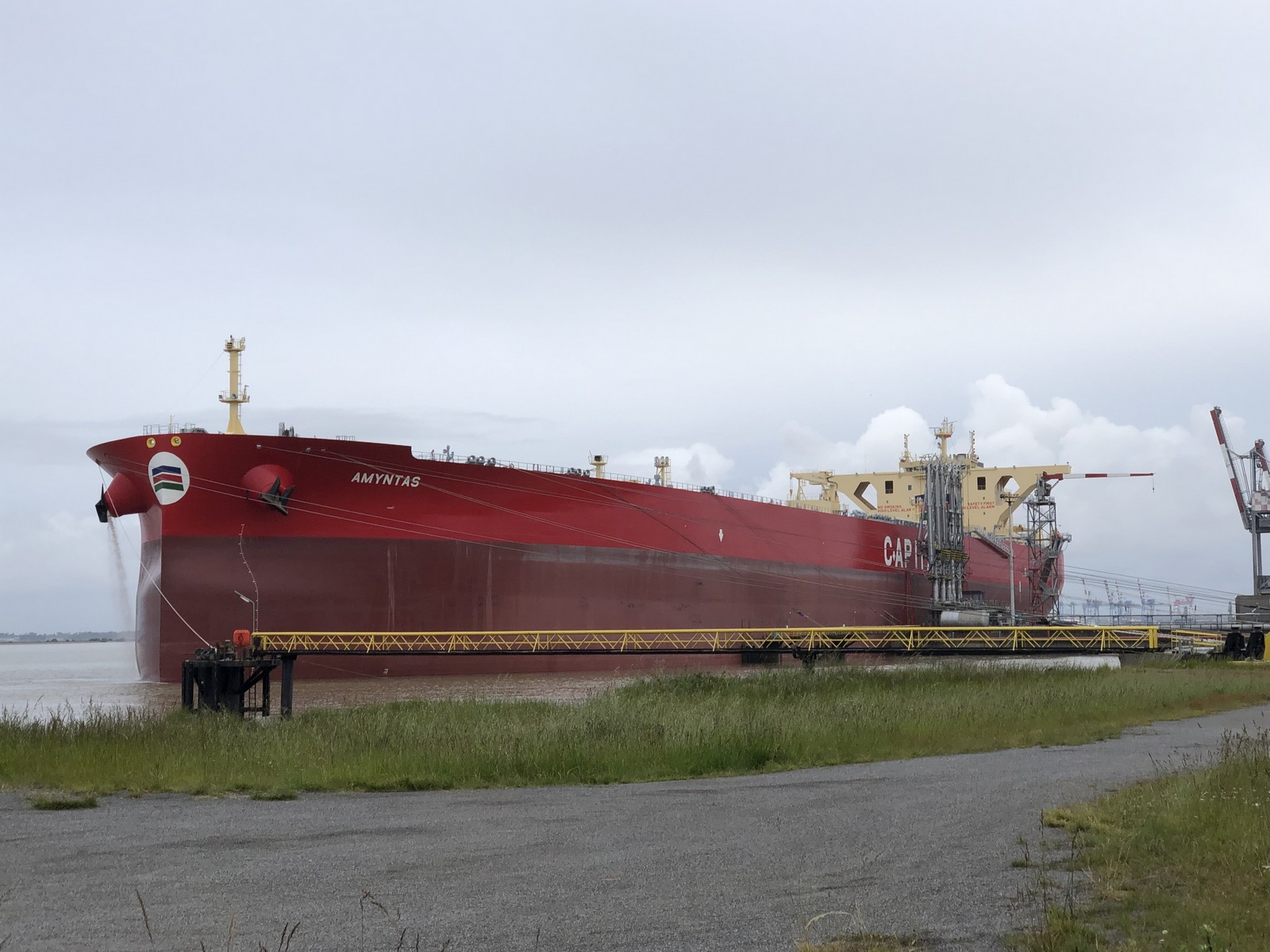
AMYNTAS, танкер VLCC введений в експлуатацію на початку 2019 року в Донже / Сен-Назер.

Very Large Crude Carrier VLCC — українською дослівно (укр. дуже великий нафтовий танкер) — клас супертанкерів з дедвейтом від 150 000 тонн (пізній розмір Suezmax) до 320 000 тонн (ранній розмір ULCC). Ці кораблі не можуть проходити ні через Суецький канал (за винятком допомоги), ні через Панамський канал і повинні проходити через великі миси.
Вони транспортують лише сиру нафту з головних центрів видобутку (переважно на Близькому Сході) до європейських, американських і східноазіатських терміналів. Таких кораблів було близько тисячі, але більшість з них не експлуатувалися після нафтової кризи 1970-х років. Останні судна є менш амбітними та рідко перевищують 300 000 тонн.

## Дивіться також
- Panamax
- Chinamax
- Suezmax
- Нафтовий танкер